# AFC Dunstable
AFC Dunstable là một câu lạc bộ bóng đá có trụ sở tại Dunstable, Bedfordshire, Anh. Câu lạc bộ là thành viên của Division One Central của Southern League, và trực thuộc Bedfordshire County Football Association. Đội thi đấu tại Creasey Park, chung sân với Dunstable Town.

## Lịch sử
Câu lạc bộ được thành lập vào năm 1981 với tên gọi Old Dunstablians, được đặt theo tên một câu lạc bộ dành cho các học sinh cũ của Trường Ngữ pháp Dunstable. Câu lạc bộ mới chơi ở Manshead School, nơi đã kế tục trường ngữ pháp. Ban đầu đội chơi trong Dunstable Alliance Football League, trước khi tham gia Luton District and South Befordshire League vào năm 1983. Mùa giải 1989-90 câu lạc bộ đã giành được Bedfordshire Junior Cup.
Năm 1994 câu lạc bộ chuyển đến Totternhoe, khi Câu lạc bộ Cricket Dunstable Town Cricket Club mở một cơ sở thể thao mới trong làng. Sân mới cho phép câu lạc bộ gia nhập Division One của South Midlands League vào năm 1995. Năm 1997, giải đấu hợp nhất với Spartan League để tạo thành Spartan South Midlands League, với câu lạc bộ được xếp vào Division One North. Trong mùa giải 2001-02, đội đã giành được Division One Cup, và mùa giải 2003-04 là nhà vô địch của giải đấu được đổi tên thành Division Two. Tuy nhiên, việc không đạt được các quy định về chấm điểm đồng nghĩa với việc câu lạc bộ không thể thăng hạn.
Năm 2004 câu lạc bộ đổi tên thành AFC Dunstable, mặc dù tham chiếu đến tên cũ vẫn được giữ lại trong biệt danh của câu lạc bộ là The OD's. ASau khi vô địch Division Two một lần nữa vào mùa giải 2006-07, một mùa giải mà họ cũng giành được Division Two Cup và Bedfordshire Senior Trophy, câu lạc bộ lại bị từ chối thăng hạng. Đội đã giành được Senior Trophy  lần thứ hai vào mùa giải 2007-08, và sau khi về thứ ba ở Division Two 2008-09 và chuyển đến Creasey Park, họ được thăng hạng lên Division One. Trong mùa giải 2010-11, AFC Dunstable kết thúc với vị trí á quân ở Division One và vô địch Division One Cup, giành quyền thăng hạng lên Premier Division. Trong mùa giải 2015-16 đội vô địch Premier Division và được thăng hạng lên Division One Central của Southern League.
Mùa giải 2017-18 chứng kiến Dunstable kết thúc ở vị trí thứ 5 tại giải East Division đã đổi tên, đủ điều kiện tham dự trận play-off thăng hạng. Tuy nhiên, đội đã bị Hartley Wintney đánh bại 2-0 ở bán kết.

### Lịch sử giải quốc nội
| Mùa giải  | Hạng đấu                                         | Thứ hạng | Sự kiện chính                                       |
| --------- | ------------------------------------------------ | -------- | --------------------------------------------------- |
| 1981-82   | Dunstable Alliance                               |          |                                                     |
| 1982-83   | Dunstable Alliance                               |          |                                                     |
| 1983-84   | Luton & District League Division One             |          |                                                     |
| 1984-85   | Luton & District League Division One             |          |                                                     |
| 1985-86   | Luton & District League Division One             | 2        |                                                     |
| 1986-87   |                                                  |          |                                                     |
| 1987-88   |                                                  |          |                                                     |
| 1988-89   |                                                  |          |                                                     |
| 1989-90   |                                                  |          |                                                     |
| 1990-91   |                                                  |          |                                                     |
| 1991-92   |                                                  |          |                                                     |
| 1992-93   | Luton & District League Division One             | 2        |                                                     |
| 1993-94   |                                                  |          |                                                     |
| 1994-95   |                                                  |          |                                                     |
| 1995-96   | South Midlands League Division One               | 14/17    |                                                     |
| 1996-97   | South Midlands League Division One               | 13/18    | League reorganised after merger with Spartan League |
| 1997-98   | Spartan South Midlands League Division One North | 12/16    | League reorganisation creates Division One          |
| 1998-99   | Spartan South Midlands League Division One       | 9/17     |                                                     |
| 1999-2000 | Spartan South Midlands League Division One       | 7/17     |                                                     |
| 2000-01   | Spartan South Midlands League Division One       | 6/18     | Division One renamed Division Two                   |
| 2001-02   | Spartan South Midlands League Division Two       | 4/16     |                                                     |
| 2002-03   | Spartan South Midlands League Division Two       | 2/15     |                                                     |
| 2003-04   | Spartan South Midlands League Division Two       | 1/17     | Champions                                           |
| 2004-05   | Spartan South Midlands League Division Two       | 6/16     |                                                     |
| 2005-06   | Spartan South Midlands League Division Two       | 2/18     |                                                     |
| 2006-07   | Spartan South Midlands League Division Two       | 1/16     | Champions                                           |
| 2007-08   | Spartan South Midlands League Division Two       | 4/15     |                                                     |
| 2008-09   | Spartan South Midlands League Division Two       | 3/17     | Thăng hạng                                          |
| 2009-10   | Spartan South Midlands League Division One       | 5/21     |                                                     |
| 2010-11   | Spartan South Midlands League Division One       | 2/21     | Thăng hạng                                          |
| 2011-12   | Spartan South Midlands League Premier Division   | 3/22     |                                                     |
| 2012-13   | Spartan South Midlands League Premier Division   | 8/22     |                                                     |
| 2013-14   | Spartan South Midlands League Premier Division   | 9/22     |                                                     |
| 2014-15   | Spartan South Midlands League Premier Division   | 3/22     |                                                     |
| 2015-16   | Spartan South Midlands League Premier Division   | 1/22     | Thăng hạng                                          |
| 2016-17   | Southern League Division One Central             | 7/22     |                                                     |
| 2017-18   | Southern League East Division                    | 5/22     |                                                     |
| 2018-19   | Southern League Division One Central             | 10/20    |                                                     |
| 2019-20   | Southern League Division One Central             | -        | Season abandoned                                    |

## Danh hiệu
- Spartan South Midlands League
  - Vô địch Premier Division 2015-16
  - Vô địch Division Two 2003-04, 2006-07
  - Vô địch Division One Cup 2001-02, 2010-11
  - Vô địch Division Two Cup 2006-07
- Bedfordshire Senior Trophy
  - Vô địch 2006-07, 2007-08[4]
- Bedfordshire Junior Cup
  - Vô địch 1989-90[5]